# 西条西本町
西条西本町（さいじょうにしほんまち）とは、広島県東広島市の町丁。全域で住居表示が実施されている。

## 概要
西条地区市街地の西部に位置しており、町内には広島県立賀茂高等学校やサンスクエア東広島を擁する。東広島市発足前の西条町時代は「西本町」という名称であったが、東広島市発足に際して「西条」を冠し、「西条西本町」となった。

## 沿革
- 1965年（昭和40年）4月1日 - 賀茂郡西条町西条東の一部が分離され、西本町が設置される。住居表示実施[1]。
- 1974年（昭和49年）4月20日 - 西条町が周辺3町と合併し、東広島市が発足。西本町は「西条西本町」として東広島市の大字となる[2][3]。
- 1997年（平成9年）2月10日 - 地区内の一部を西条岡町に編入。同日西条町西条東の一部を編入[1]。

## 交通

### 鉄道
西条東北町との境界をJR山陽本線が通るが駅はない。最寄り駅は西条駅。

### バス
芸陽バスとJRバス中国が町内を走るバスを運行している。

#### JRバス中国
- 西条駅 - 下見 -  広島大学[注釈 1]
- 西条駅 - 下見大池 - 広大西口 - 広島国際大学
- 西条駅 - 寺家駅 - 東広島医療センター

#### 芸陽バス
- 西条駅 - 吉川工業団地
- 西条駅 - 八本松駅 - 志和地区循環 - 八本松駅 - 西条駅
- 西条駅 - 瀬野駅 - 広島バスセンター
- 西条駅 - 磯松団地 - 篠 - 造賀 - 豊栄

## 施設
- サタケ本社
- 広島県立賀茂高等学校
- サンスクエア東広島
- ハローズ東広島モール - 旧西条プラザ跡地
- 芸陽バス西条営業所

## 学区
公立小・中学校に通学する場合、龍王小学校および西条中学校に通学することになる。

## 世帯数・人口
2024年9月末での世帯数は1225世帯、人口は2449人である。